# オリベット・テイラー・翔
オリベット・テイラー・翔（ - しょう、1992年10月4日 - ）は、日本の男性タレント・俳優であった。東京都出身。
過去に「テイラー」としてスターダストプロモーションに所属し、PrizmaXのメンバーであった。「佐藤翔」としても活動をしていた。
現在は、どの事務所にも所属せず、活動もしていない。

## 出演

### バラエティ・音楽番組
- ジュニアスペシャル（NHK教育）レギュラー
- 英語であそぼ（NHK教育）
- うたってあそぼうピンポンパン（BSフジ）
- Club TK（BSフジ）レギュラー
- ポップジャム（NHK）
- 紅白歌合戦（NHK）
- ラブ*リルカ（東京MXテレビ）

### ラジオドラマ
- 岩井俊二プロデュース円都通信 サブライム

### プロモーションビデオ
- マツリルカ&アリス Maxi Single「ラブ・リルカ」

### 雑誌
- MEN'S NON-NO
- 小学六年生
- GET ON!

## モデル
- 日商岩井マンション
- 西武百貨店 新入学
- 東急百貨店 たまプラーザ
- ロビンソン百貨店 全店
- 日本ヴォーグ社 編み物の本